# Deux scandales
Deux scandales (en russe : Dva skandala), dédiée à N.J.Korokov, est une nouvelle d’Anton Tchekhov, parue en 1882.

## Historique
Deux scandales est initialement publié dans la revue russe Potins Mondains, no 46, le 16 décembre 1882, sous le pseudonyme d’A.Tchekhonte.  
C’est une nouvelle humoristique.

## Résumé
Le chef d’orchestre s’emporte contre la jeune choriste rousse, car elle chante à contretemps. C'en est trop, et il la fait remplacer. Elle qui chante pourtant si bien perd tous ses moyens devant lui, elle est amoureuse du chef d'orchestre.
Un soir qu’il s’enivre, elle succombe à son charme : ils passent une semaine chez elle sans sortir. De retour à l’opéra et quand elle ne chante pas, elle regarde son amoureux par un trou dans le rideau de scène.
Mais un soir, éblouie par les lumières du théâtre, elle ne voit pas que le rideau s’est levé et qu’elle est au milieu de la scène, habillée façon XIXe siècle dans une scène d’un autre âge. Le public éclate de rire en la voyant. Elle rentre chez elle et, le soir, le chef d’orchestre la renvoie de chez lui en l’insultant malgré l'amour qu'il lui porte.
Cinq années plus tard, de passage dans une ville, on lui prête la baguette du chef d’orchestre local. Il entend une voix magnifique. Quand il constate que c’est sa rouquine, il perd ses moyens pour la première fois de sa carrière.

## Édition française
- Deux scandales, traduit par Madeleine Durand avec la collaboration d’E. Lotar, Vladimir Pozner et André Radiguet, dans le volume Premières nouvelles, Paris, 10/18, coll. « Domaine étranger » no 3719, 2004  (ISBN 2-264-03973-6)